# Lueng Dua
Lueng Dua is een bestuurslaag in het regentschap Aceh Timur van de provincie Atjeh, Indonesië. Lueng Dua telt 285 inwoners (volkstelling 2010).